# Lý Lập Tam
Lý Lập Tam (Tiếng Trung: 李立三; bính âm: Lǐ Lìsān) (1899-1967), người Hán, là một nhà lãnh đạo cấp cao của Đảng Cộng sản Trung Quốc trong giai đoạn đầu, là người nắm thực quyền lãnh đạo Đảng Cộng sản Trung Quốc trong thời gian 1928 - 1930.
Lý Lập Tam là nhà cách mạng thế hệ đầu của Trung Quốc.

## Tiểu sử
Lý Lập Tam sinh năm 1899 tại tỉnh Hồ Nam Trung Quốc. Năm 1919, sang Pháp du học. Năm 1921, về Thượng Hải, gia nhập Đảng Cộng sản Trung Quốc. Hoạt động trong phong trào công nhân ở An Nguyên, Thượng Hải. Năm 1928, Lý Lập Tam là Uỷ viên thường vụ Bộ Chính trị kiêm Bí thư trưởng Ủy ban Trung ương Đảng nắm thực quyền lãnh đạo Đảng Cộng sản Trung Quốc (mặc dù trên danh nghĩa Hướng Trung Phát vẫn là Tổng bí thư).
Tháng 9 năm 1930, Hội nghị toàn thể Ủy ban Trung ương Đảng họp, phê phán đường lối tả khuynh của Lý Lập Tam. Năm 1931, Lý Lập Tam sang Moscow để kiểm điểm, uốn nắn tư tưởng. Năm 1936, Lý Lập Tam kết hôn với Lisa Kishkin dưới sự chứng kiến của Vương Minh đang là đại diện Đảng Cộng sản Trung Quốc tại Liên Xô. Tại Đại hội lần thứ bảy Đảng Cộng sản Trung Quốc họp từ ngày 23 tháng 4 đến ngày 11 tháng 6 năm 1945, tại Diên An, Lý Lập Tam được bầu (vắng mặt) vào Ủy ban Chấp hành Trung ương. Năm 1946, ông trở về nước làm công tác Công hội, Bộ trưởng Bộ Lao động.

## Bị khủng bố trongCách mạng Văn hóa
Đầu tháng 6/1966, Lý Lập Tam nhận quyết định đình chỉ chức vụ Bí thư Trung ương cục Hoa Bắc để "kiểm điểm". Ông bị Hồng vệ binh dẫn ra trước công chúng, cổ đeo biển "phần tử phản đảng", bị ép phải tự xỉ vả mình về sai lầm "tả khuynh", "hữu khuynh". Sáng ngày 19/6/1967, một toán Hồng vệ binh bắt giải Lý Lập Tam đi và 3 ngày sau, ông qua đời tại một nhà giam bí mật.
Cho đến năm 1980 thì Lý Lập Tam được phục hồi danh dự. Ngày 20 tháng 3 năm 1980 tại lễ truy điệu khôi phục danh dự, với sự hiện diện của Đặng Tiểu Bình, Hồ Diệu Bang, Vương Chấn đọc tuyên cáo chính thức có đoạn: Trung ương Đảng Cộng sản Trung Quốc đã ra quyết định hoàn toàn phục hồi cho đồng chí Lý Lập Tam và khôi phục lại danh dự tốt đẹp của đồng chí. Nay hoàn toàn và triệt để bác bỏ mọi lời bịa đặt vu cáo... đối với đồng chí Lý Lập Tam.